# Phyllothelys taprobanae
Phyllothelys taprobanae är en bönsyrseart som beskrevs av Wood-mason 1889. Phyllothelys taprobanae ingår i släktet Phyllothelys och familjen Mantidae. Inga underarter finns listade i Catalogue of Life.